# Fresh Sound Records
Fresh Sound, o Fresh Sound New Talent, es un sello discográfico español, radicado en Barcelona, y especializado en jazz. Fue fundado en 1983 por Jordi Pujol, inicialmente dedicado a reeditar discos de jazz de los años 1950. En los años 1990, añadió un segundo sello bajo el nombre de New Talent y comenzó a grabar a músicos nuevos o que hacía tiempo que no editaban discos. Entre sus principales logros, está el lanzamiento del pianista Brad Mehldau. Tiene distribución mundial, a través de Bluemoon.

## Artistas que han editado con Fresh Sound
| - Pablo Ablanedo - Reid Anderson - Bruce Arkin - Omer Avital - The Bad Plus - Gorka Benitez - Max Bennett - Seamus Blake - Albert Bover - Marlon Browden - Carme Canela - Chris Cheek - Avishai Cohen - George Colligan - Alexis Cuadrado - Ronnie Cuber - Eli Degibri - Daniel Freedman |  | - Johnny Glasel - Phil Grenadier - Amos Hoffman - Ethan Iverson - Michael Kanan - Agnar Magnusson - Rebecca Martin - Bill McHenry - Ryan Meagher - Brad Mehldau - Stephane Mercier - Paul Moer - Lanny Morgan - Jack Nimitz - Hod O'Brien - Vardan Ovsepian - Roberta Piket - Andrew Rathbun |  | - Pete Robbins - Kurt Rosenwinkel - Jorge Rossy - Walter Smith III - Frank Strazzeri - Marcus Strickland - Nat Su - Ben Waltzer - David Weiss - Sebastian Weiss - Claude Williamson - David Xirgu - Miguel Zenón |